# أبهر (إيران)
أبهر مدينة إيرانية تقع في محافظة زنجان في ايران. تقع هذه المدينة التي تبلغ مساحتها 277 ألف هكتار على بعد 100 كم جنوب شرق زنجان.
يبلغ عدد سكانها 70,836 حسب إحصاء عام 2006 م.

## مراجع

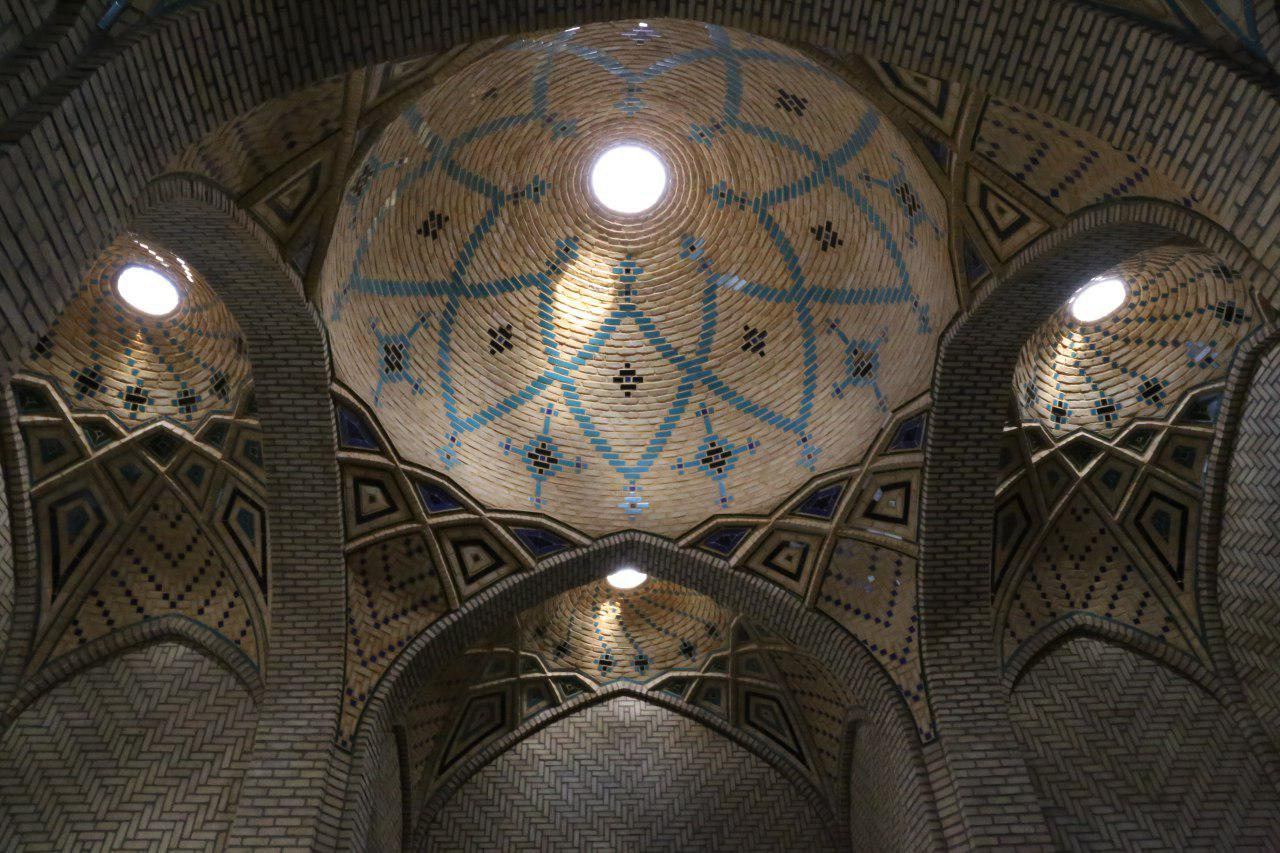

## أعلام
- مينا أحدي
- أثير الدين الأبهري